# 北野憲造
北野 憲造（日語：きたの けんぞう、1889年（明治22年）8月24日 - 1960年（昭和35年）7月25日）為日本陸軍軍人。最終階級為陸軍中將。

## 經歷
滋賀縣出身。税務署長・北野本次郎之子。彦根中學校、大阪陸軍地方幼年學校、中央幼年學校等校畢業。1910年（明治43年）5月、陸軍士官學校（22期）畢業。同年12月、任官陸軍步兵少尉，擔任步兵第38聯隊付。擔任過參謀本部付勤務等職務。1919年（大正8年）11月、陸軍大學校（31期）畢業。
歷任教育總監部付勤務、教育總監部課員、德國駐在武官、教育總監部課員、步兵第3聯隊大隊長、教育總監部課員、陸軍省人事局課員等職。1933年（昭和8年）8月、昇進步兵大佐、擔任陸士本科生徒隊長。
1935年（昭和10年）年3月、任步兵第37聯隊長、1937年（昭和12年）8月、進級陸軍少將、就任琿春駐屯隊長。1938年（昭和13年）年3月、歷任朝鮮軍參謀長、支那駐屯憲兵隊司令官。1939年（昭和14年）10月、進升陸軍中將。1940年（昭和15年）7月、補缺第4師團長、在中國戰線活動。
1942年（昭和17年）7月、歷任陸軍公主嶺學校校長、第19軍司令官、陸士校長，之後迎接終戰。1945年（昭和20年）9月、任第12方面軍兼東部軍管區司令官、接著擔任東部復員連絡局長。1946年（昭和21年）3月復員。